# F1 2012 (jogo eletrônico)
F1 2012 é um jogo eletrônico de corrida baseado na Temporada de Fórmula 1 de 2012, desenvolvido pela Codemasters Birmingham e publicado pela Codemasters. Foi lançado para PlayStation 3, Windows e Xbox 360.
No jogo, os jogadores vão sentir a incomparável emoção de se tornar um piloto de Fórmula 1, com uma série de novos recursos, amplos avanços técnicos e jogabilidade e extensos componentes multiplayer competitivo e cooperativo. F1 2012 terá todas as equipes oficiais, pilotos e circuitos da Temporada de Fórmula 1 de 2012 incluindo o Grande Prêmio dos Estados Unidos no Circuito das Américas, Austin, Texas, que estréia na Fórmula 1 e o retorno do famoso circuito de Hockenheim na Alemanha.
A versão nacional do jogo virá acompanhada do filme-documentário Senna em formato DVD nos jogos para plataforma Xbox 360, e em Disco blu-ray, para os jogos destinados ao PlayStation 3.
Além disso, a Williams, do piloto Bruno Senna, será um dos carros na capa do jogo no Brasil ao lado da McLaren, de Lewis Hamilton, em uma versão diferente do jogo vendido nos Estados Unidos e México.O grande defeito do game é a impossibilidade de se suspender uma sessão para continuá-la posteriormente.

## Ordem de força das equipes
1º Red Bull Racing
2º Ferrari
3º McLaren
4º Lotus
5º Mercedes
6º Sauber
7º Force India
8º Williams
9º Scuderia Toro Rosso
10º Caterham
11º Marussia
12º Hispania Racing Team